# Clinocera sexmculata
Clinocera sexmculata är en tvåvingeart som beskrevs av Frey 1945. Clinocera sexmculata ingår i släktet Clinocera och familjen dansflugor. Inga underarter finns listade i Catalogue of Life.